# Fast Five (banda sonora)
Este artículo es sobre la banda sonora de la película. Para la película en sí, ver Fast Five.
Fast Five (Original Motion Picture Soundtrack) or Fast Five: Original Motion Picture Score es la banda sonora de Fast Five, lanzado en iTunes el 25 de abril de 2011 y el 3 de mayo de 2011 fue lanzado el CD. es la banda sonora de la película del mismo nombre. La música cinematográfica (en inglés "score") de la película fue compuesta por Brian Tyler. El álbum, con un total de 25 pistas, fue lanzado en CD por Varèse Sarabande con 77 minutos y 52 segundos de música.

## Lista de canciones
| N.º | Título                                                                       | Artista(s)                | Duración |  |
| 1.  | «How We Roll (Fast Five Remix)» (con J-Doe, Reek da Villian, y Busta Rhymes) | Don Omar                  | 4:09     |  |
| 2.  | «Desabafo/Deixa Eu Dizer»                                                    | Marcelo D2 and Claudia    | 2:56     |  |
| 3.  | «Assembling the Team»                                                        | Brian Tyler               | 3:35     |  |
| 4.  | «L. Gelada-3 Da Madrugada»                                                   | MV Bill                   | 7:20     |  |
| 5.  | «Carlito Marron»                                                             | Carlinhos Brown           | 4:07     |  |
| 6.  | «Han Drifting»                                                               | Hybrid                    | 1:56     |  |
| 7.  | «Million Dollar Race»                                                        | Edu K and Hybrid          | 2:24     |  |
| 8.  | «Mad Skills»                                                                 | Brian Tyler               | 3:51     |  |
| 9.  | «Batalha»                                                                    | ObandO, DJ Harris         | 4:16     |  |
| 10. | «Danza Kuduro» (con Lucenzo)                                                 | Don Omar                  | 3:19     |  |
| 11. | «Follow Me Follow Me (Quem Que Caguetou?) (Fast 5 Hybrid Remix)»             | Tejo, Black Alien & Speed | 3:07     |  |
| 12. | «Fast Five Suite»                                                            | Brian Tyler               | 5:43     |  |
| 13. | «Furiously Dangerous» (con Slaughterhouse y Claret Jai)                      | Ludacris                  | 4:04     |  |
| 14. | «Rebaixei (Aro 16)»                                                          | Mag                       | 4:45     |  |
| 15. | «Eu Não Vou Parar»                                                           | Pregador Luo              | 4:38     |  |

También se ofrece como música de fondo en la película, "OA" y "Big City" de Euphon por Doug Simpson y Slim de Euphon. "Taboo" de Don Omar también se utiliza como música de fondo.
| N.º | Título                        | Duración |  |
| 1.  | «Fast Five»                   | 3:03     |  |
| 2.  | «The Perfect Crew»            | 2:02     |  |
| 3.  | «Cristo Redentor»             | 2:40     |  |
| 4.  | «Train Heist»                 | 8:36     |  |
| 5.  | «Remote Intel»                | 2:21     |  |
| 6.  | «Hobbs»                       | 3:01     |  |
| 7.  | «Showdown on the Rio Niteroi» | 1:37     |  |
| 8.  | «Tapping In»                  | 1:36     |  |
| 9.  | «Turning Point»               | 3:47     |  |
| 10. | «Surveillance Montage»        | 2:28     |  |
| 11. | «Enemy of My Enemy»           | 3:36     |  |
| 12. | «Tego and Rico»               | 2:51     |  |
| 13. | «Hobbs Arrives»               | 1:54     |  |
| 14. | «Convergence»                 | 5:45     |  |
| 15. | «Paradise»                    | 1:45     |  |
| 16. | «Finding the Chip»            | 1:07     |  |
| 17. | «What Time Do They Open?»     | 1:35     |  |
| 18. | «Dom Vs Hobbs»                | 3:08     |  |
| 19. | «Bus Busting»                 | 1:30     |  |
| 20. | «Cheeky Bits»                 | 2:40     |  |
| 21. | «The Job»                     | 1:37     |  |
| 22. | «Connection»                  | 4:23     |  |
| 23. | «The Vault Heist»             | 9:51     |  |
| 24. | «Full Circle»                 | 3:29     |  |
| 25. | «Fast Five Coda»              | 0:51     |  |